# Ferdinand de Mayenne
Pour les autres membres de la famille, voir Maison Gonzague.
Ferdinand Gonzague, aussi appelé Ferdinando Gonzaga, est un aristocrate franco-italien né en 1610 à Charleville et mort le 25 mai 1632 dans la même ville.

## Biographie
Ferdinand est le fils benjamin de Charles de Gonzague, duc de Nevers et de Rethel et prince d'Arches au moment de sa naissance. Sa mère, Catherine de Mayenne (branche de la maison de Lorraine), est la fille du célèbre duc Charles de Mayenne, et la sœur de son successeur, Henri de Mayenne (mort en 1621 au siège de Montauban, sans enfants). 
Ferdinand, duc de Nevers par courtoisie, est âgé de 21 ans lorsqu'il hérite, en 1631, des fiefs de son frère Charles III de Mayenne. Il devient ainsi duc de Mayenne et d'Aiguillon ainsi que marquis de Villars, comte du Maine, de Tende et de Sommerive.
Il devient également héritier en puissance des fiefs de leur père, les duchés de Nevers et de Rethel et la principauté d'Arches.
En 1627, son père devient, à la suite de la guerre de succession de Mantoue, duc de Mantoue et duc de Montferrat : il en est également l'héritier présomptif.
Cette situation dure moins d'un an car Ferdinand meurt sans descendance dans sa 22e année, le 25 mai 1632, laissant les fiefs de Mayenne, Villars, Maine, Tende et Sommerive à son neveu Charles II de Mantoue.
Le duché d'Aiguillon sera quant à lui requis par Richelieu qui le réintégrera à la Couronne de France.